# Monarken (musikgrupp)
Monarken är en svensk hiphop/housegrupp bestående av Opava, Lillebror, Richard Alex och Andersson. Bandet bildades 2010  i Eskilstuna där de experimenterade med rap och elektronisk musik. Mellan 2010 och 2014 genomförde bandet flera konserter i Sverige, bland annat på festivalen Ung08 i Stockholm 2011 och premiären av Bråvalla festival i Norrköping 2013.
I februari 2014 spelades deras låt Rutig Skjorta (Skiter i Allt) i Sveriges Radio P3s program Osignat. Det ledde till att en A&R från Telegram Records Stockholm kontaktade gruppen. Den 21 mars 2014 skrev gruppen på ett skivkontrakt för Telegram och ingick även ett förlagsavtal med BMG Chrysalis. Gruppen släppte därefter singeln Huligan via Telegram vilket följdes av en kort europaturné. 
I oktober 2014 flyttade bandet till houselabeln Linc som distribueras av Sony Music, och under samma period blev Richard Lundh (SophieAlex / Richard Alex) medlem i bandet. Under våren 2015 släppte Monarken singlarna Idiot och #pyroman samt Staden får Falla. 2016 släpptes deras första EP Spins tätt följd av singeln De e Show.
Under 2016-2017 släppte bandet 2 singlar på eget label; Nu Vet Du 2016 samt Vad Gör Det 2017. Bandet gick därefter in i studion under hösten 2017, vilket slutligen ledde till ett skivkontrakt med Art:ery Music Group där de i mars 2018 släppte första singeln Tömma Alla Glas.

## Releaser
| År   | Namn             | Skivbolag                  |
| ---- | ---------------- | -------------------------- |
| 2014 | Huligan          | Telegram Records Stockholm |
| 2015 | Idiot            | Linc / Sony Music          |
| 2015 | #pyroman         | Linc / Sony Music          |
| 2015 | Staden får Falla | Linc / Sony Music          |
| 2016 | Spins EP         | Linc / Sony Music          |
| 2016 | De e Show        | Linc / Sony Music          |
| 2016 | Nu Vet Du        | Independent                |
| 2017 | Vad gör Det      | Independent                |
| 2018 | Tömma Alla Glas  | Art:Ery / Shir Records     |